# Film in 1911
Dit artikel gaat over de film in het jaar 1911.

## Gebeurtenissen
- 27 oktober – David Horsley's Nestor Motion Picture Company opent de eerste filmstudio in Hollywood.

## Lijst van films
| - Aida (USA) . - Alkali Ike's Auto (USA, korte film) . - As in a Looking Glass . - Les aventures de baron de Munchhausen (FR, aka Baron Munchausen's Dream) . - The Adventures of Billy (korte film) . - The Adventures of Lieutenant Daring (UK) . - The Aerial Anarchists (UK) . - Baseball and Bloomers (USA) . - Bobby, the Coward (korte film) . - Brown of Harvard (USA) . - De bannelingen (NL) . - The Battle (USA, korte film) . - The Black Arrow: A Tale of the Two Roses (USA, aka The Black Arrow) . - The Blind Princess and the Poet (korte film) . - The Broken Cross (korte film) . - The Buddhist Priestess (USA) . - A Country Cupid (USA, korte film) . - Cally's Comet (USA) . - Conscience (korte film) . - Courting Across the Court (USA) . - The Chief's Daughter (korte film) . - The Coffin Ship (USA) . - The Colonel and the King (USA) . - The Cowboy and the Lady (USA) . - The Crooked Road (korte film) . - A Decree of Destiny (USA, korte film) . - Dan the Dandy (USA, korte film) . - Defence of Sevastopol (RU, aka Oborona Sevastopolya) . - The Diamond Star (USA, korte film) . - Enoch Arden: Part I (korte film) . - Enoch Arden: Part II (korte film) . - Fate's Turning (korte film) . - Fighting Blood (korte film) . - Fisher Folks (korte film) . - Flames and Fortune (USA) . - Flaming Arrows . - For Her Sake (USA) . - Friday the 13th (USA) . - The Failure (korte film) . - Gunga Din (USA) . - The Godfather (USA) . - Heart Beats of Long Ago (korte film) . - Her Awakening (korte film) . - Her Crowning Glory (USA) . - Her Sacrifice (korte film) . - His Daughter (korte film) . - His Mother's Scarf (korte film) . - His Trust (USA, korte film) . - His Trust Fulfilled (USA, korte film) . - How She Triumphed (korte film) . - The Heart of a Savage . - The Higher Law (USA) . - In the Days of '49 (korte film) . - Italian Blood (korte film) . - L'Inferno (IT) . - The Indian Brothers (korte film) . - The Italian Barber (korte film) . - The Jealous Husband (korte film) . | - A Knight of the Road (USA, korte film) . - Life As It Is (FR, aka La vie telle qu'elle est) . - Little Nemo (USA, animatie, korte film) . - Love in the Hills (korte film) . - The Last Drop of Water (korte film) . - The Last of the Mohicans (USA) . - The Lily of the Tenements (korte film) . - The Lonedale Operator (USA, korte film) . - The Long Road (korte film) . - Der Müller und sein Kind (AT) . - Madame Rex (korte film) . - The Making of a Man (korte film) . - The Miser's Heart (korte film) . - The New Dress (korte film) . - Ontrouw (NL) . - Out from the Shadow (korte film) . - The Old Confectioner's Mistake (korte film) . - Paradise Lost (korte film) . - Princess Clementina (UK) . - The Pasha's Daughter (USA) . - The Poor Sick Men (korte film) . - The Primal Call (korte film) . - A Romany Tragedy (USA, korte film) . - The Railroad Builder (USA) . - The Revenue Man and the Girl (korte film) . - The Rose of Kentucky (korte film) . - The Ruling Passion (korte film) . - Saved from Himself (korte film) . - Sunshine Through the Dark (korte film) . - Sweet Memories (USA) . - Swords and Hearts (korte film) . - The Sisters (UK) . - The Smile of a Child (korte film) . - The Smuggler (USA) . - The Sorrowful Example (korte film) . - The Spanish Gypsy (korte film) . - The Squaw's Love (korte film) . - The Stuff Heroes Are Made Of (korte film) . - A Tale of Two Cities (USA, korte film) . - A Terrible Discovery (USA) . - Teaching Dad to Like Her (korte film) . - That's Happiness (USA) . - The Thief and the Girl (korte film) . - The Trail of Books (korte film) . - The Two Paths (korte film) . - The Two Sides (korte film) . - Three Sisters (korte film) . - Through Darkened Vales (USA, korte film) . - The Unveiling (korte film) . - The Voice of the Child (korte film) . - A Woman Scorned (USA, korte film) . - A Wreath of Orange Blossoms (USA) . - The White Rose of the Wilds (korte film) . - Was He a Coward? (USA, korte film) . - What Shall We Do with Our Old? (USA, korte film) . - When a Man Loves (korte film) . - Won by Wireless (USA) . |

## Geboren
| Datum                | Naam                 | Beroep             |
| -------------------- | -------------------- | ------------------ |
| 3 januari († 1992)   | John Sturges         | Regisseur          |
| 5 januari († 2001)   | Jean-Pierre Aumont   | Acteur             |
| 7 januari († 1995)   | Butterfly McQueen    | Actrice            |
| 6 februari († 2004)  | Ronald Reagan        | Acteur / President |
| 14 februari († 1974) | Florence Rice        | Actrice            |
| 19 februari († 1979) | Merle Oberon         | Actrice            |
| 3 maart († 1937)     | Jean Harlow          | Actrice            |
| 18 maart († 1967)    | Smiley Burnette      | Acteur / Muzikant  |
| 11 mei († 1985)      | Phil Silvers         | Acteur             |
| 16 mei († 1960)      | Margaret Sullavan    | Actrice            |
| 17 mei († 1998)      | Maureen O'Sullivan   | Actrice            |
| 17 mei († 1969)      | Sigrid Gurie         | Actrice            |
| 3 juni († 1999)      | Ellen Corby          | Actrice            |
| 20 juni († 1980)     | Gail Patrick         | Actrice            |
| 29 juni († 1975)     | Bernard Herrmann     | Componist          |
| 6 juli († 1967)      | Laverne Andrews      | Zangeres / Actrice |
| 14 juli († 1990)     | Terry-Thomas         | Acteur             |
| 16 juli († 1995)     | Ginger Rogers        | Actrice / Danseres |
| 18 juli († 2003)     | Hume Cronyn          | Acteur             |
| 5 augustus († 1969)  | Robert Taylor        | Acteur             |
| 6 augustus († 1989)  | Lucille Ball         | Actrice            |
| 7 augustus († 1979)  | Nicholas Ray         | Regisseur          |
| 12 augustus († 2006) | Jane Wyatt           | Actrice            |
| 12 augustus († 1993) | Cantinflas           | Acteur             |
| 2 september († 2005) | Erwin Hillier        | Cinematograaf      |
| 13 oktober († 2001)  | Ashok Kumar          | Acteur             |
| 20 oktober († 1993)  | Will Rogers Jr.      | Acteur             |
| 27 oktober († 1986)  | Leif Erickson        | Acteur             |
| 4 november († 1988)  | Frederick W. Elvidge | Acteur             |
| 5 november († 1998)  | Roy Rogers           | Zanger / Acteur    |
| 10 november († 1989) | Harry Andrews        | Acteur             |
| 8 december († 1976)  | Lee J. Cobb          | Acteur             |
| 30 december († 1998) | Jeanette Nolan       | Actrice            |

## Overleden
| Datum      | Naam          | Leeftijd | Beroep    |
| ---------- | ------------- | -------- | --------- |
| 27 oktober | Francis Boggs | 40 of 41 | Regisseur |

1870-1879 · 1880-1889 · 1890 · 1891 · 1892 · 1893 · 1894 · 1895 · 1896 · 1897 · 1898 · 1899 · 1900 · 1901 · 1902 · 1903 · 1904 · 1905 · 1906 · 1907 · 1908 · 1909 · 1910 · 1911 · 1912 · 1913 · 1914 · 1915 · 1916 · 1917 · 1918 · 1919 · 1920 · 1921 · 1922 · 1923 · 1924 · 1925 · 1926 · 1927 · 1928 · 1929 · 1930 · 1931 · 1932 · 1933 · 1934 · 1935 · 1936 · 1937 · 1938 · 1939 · 1940 · 1941 · 1942 · 1943 · 1944 · 1945 · 1946 · 1947 · 1948 · 1949 · 1950 · 1951 · 1952 · 1953 · 1954 · 1955 · 1956 · 1957 · 1958 · 1959 · 1960 · 1961 · 1962 · 1963 · 1964 · 1965 · 1966 · 1967 · 1968 · 1969 · 1970 · 1971 · 1972 · 1973 · 1974 · 1975 · 1976 · 1977 · 1978 · 1979 · 1980 · 1981 · 1982 · 1983 · 1984 · 1985 · 1986 · 1987 · 1988 · 1989 · 1990 · 1991 · 1992 · 1993 · 1994 · 1995 · 1996 · 1997 · 1998 · 1999 · 2000 · 2001 · 2002 · 2003 · 2004 · 2005 · 2006 · 2007 · 2008 · 2009 · 2010 · 2011 · 2012 · 2013 · 2014 · 2015 · 2016 · 2017 · 2018 · 2019 · 2020 · 2021 · 2022 · 2023 · 2024 · 2025